# Crinia bilingua
Crinia bilingua é uma espécie de anura da família Myobatrachidae.
É endémica da Austrália.
Os seus habitats naturais são: savanas húmidas, rios intermitentes e pântanos.